# Monosulfure de cuivre
Le monosulfure de cuivre ou sulfure de cuivre(II), CuS, est un composé chimique de cuivre et de soufre. Dans la nature, il apparaît sous la forme d'un minéral indigo foncé, la covellite. C'est un faible  conducteur électrique. Un précipité colloïdal noir de CuS se forme lorsque des bulles de sulfure d'hydrogène, H2S, sont injectés dans une solution de sels de Cu(II). C'est l'un des composés binaires du cuivre et du soufre. Au début du XXIe siècle, il a attiré l'attention des chimistes, car il possède des propriétés catalytiques et photovoltaïques.